# Ricardo (Internetauktionshaus)
Ricardo ist der Name mehrerer Internet-Auktionshäuser, die ihren Ursprung in der ehemaligen ricardo.de AG in Hamburg haben. Die Ricardo AG wurde im November 1999 gegründet und hat ihren Sitz in der Stadt Zug in der Schweiz. 2015 übernahm die Schweizer Mediengruppe Tamedia (seit 2020 TX Group) die Ricardo AG. Seit November 2021 gehört Ricardo zur SMG Swiss Marketplace Group, ein Joint Venture, das gemeinsam von TX Group, Ringier, der Mobiliar und General Atlantic lanciert wurde.
Die Website ricardo.ch ist das führende Internet-Auktionshaus in der Schweiz. Im Jahr 2020 handelten die 4 Millionen Mitglieder über 6,5 Millionen Artikel über die Plattform. Der Konkurrent eBay erreicht in der Schweiz rund ein Fünftel des Umsatzes von ricardo.ch.

## ricardo.ch
Im November 1999 wurde auktion24.ch als eigenständiges Schweizer Unternehmen von den Brüdern Stephan und Michael Widmer unter dem damaligen Namen auktion24.ch in Baar (ZG) gegründet. Die Auktionen waren bis zur Übernahme durch das deutsche Internetauktionshaus ricardo.de AG im Jahr 2000 für die Anbieter kostenlos. Aufgrund der Übernahme wurde auktion24.ch in ricardo.ch umbenannt. Mit der Übernahme von ricardo.de durch Naspers wurde auch ricardo.ch Teil des südafrikanischen Konzerns.
Am 10. Februar 2015 wurde die Übernahme der ricardo-Gruppe durch den Schweizer Medienkonzern Tamedia bekanntgegeben. Die Schweizer Wettbewerbskommission untersuchte diese Übernahme eingehend, da sie eine mögliche marktbeherrschende Stellung im Bereich Stellenanzeigen sowie eine Marktbeherrschung bei Fahrzeuginseraten von Tamedia gemeinsam mit Konkurrent Ringier vermutete. Die Übernahme wurde am 25. August 2015 genehmigt. Im Rahmen der Reorganisation von Ricardo durch Tamedia verließ ein Großteil des Managements das Unternehmen.
Seit dem 4. September 2018 können die Auktionen wieder kostenlos eingestellt werden. Erst bei einem erfolgreichen Verkauf wird eine Provisionsgebühr fällig.
Ricardo gehört heute zur SMG Swiss Marketplace Group, die am 12. November 2021 als Joint Venture von TX Group, Ringier, der Mobiliar und General Atlantic lanciert wurde. Per 5. September 2022 wurde die Provisionsgebühr von 9 auf 10 % (bis max. CHF 290.00; zuvor CHF 190.00) erhöht.
Per 2. Mai 2023 wurden die Provisionen erneut angepasst. Neu gelten variable Provisionen zwischen 8 % und 12 % – je nach Produkttyp. Die Obergrenze der Verkaufsprovision von CHF 290.00 bleibt unverändert.

## Kleinanzeigenmarkt
2007 startete Ricardo neben der Auktionsplattform ricardo.ch auch einen Internet-Kleinanzeigenmarkt, zunächst unter der Webadresse www.kleinanzeigen.ricardo.ch Später wurde die Plattform tradus.ch integriert und der Name geändert auf ricardolino.ch und schliesslich olx.ch. Als 2016 die Ricardo-Gruppe von Tamedia übernommen wurde, wurde OLX in den Kleinanzeigenmarkt tutti.ch integriert.

## Autoricardo.ch
Neben der meistgenutzten Plattform ricardo.ch, gehörte außerdem die Auto-Plattform autoricardo.ch zum Unternehmen. Der Online-Fahrzeugmarkt ermöglichte den Verkauf und Kauf von Gebrauchtwagen, Neufahrzeugen, Motorrädern, Booten und Ersatzteilen. Mit der Integration von car4you.ch in die Ricardo-Gruppe entstand eine enge Zusammenarbeit von autoricardo.ch und car4you.ch. Am 1. Februar 2017 wurde car4you.ch abgeschaltet und in die autoricardo.ch integriert. Aus dem im Januar 2018 geschlossenen Joint Venture von AXA Winterthur und Tamedia ist die neue Autoplattform CarForYou.ch entstanden. Um den Fokus künftig auf die modernere Plattform von Car For You zu legen, wurde die Plattform autoricardo.ch im Januar 2020 deaktiviert. 2024 wurde Car For You abermals deaktiviert, um den Fokus auf AutoScout24 zu legen.

## ricardo.de und ricardo24.de
Gegründet wurde ricardo.de am 21. Juli 1998 von Stefan Glänzer, Christoph Linkwitz und Stefan Wiskemann. Exakt 365 Tage später erfolgte die Notierung am Neuen Markt unter der Wertpapierkennnummer 702070 und erreichte im Frühjahr 2000 eine Marktkapitalisierung von 1,8 Mrd. Euro. Im November 2000 erwarb die britische QXLricardo plc etwa 90 % des Grundkapitals an der ricardo.de AG. Seitdem gehörte ricardo.de zur paneuropäisch agierenden QXLricardo-Gruppe.
Anders als eBay konzentrierte sich ricardo.de nicht von vornherein allein auf den Betrieb eines Marktplatzes, sondern startete ab dem Jahr 1998 zunächst mit einem groß angelegten Eigenhandel mit Markenprodukten, die zum Höchstgebot vertrieben wurden. Hierbei profilierte ricardo.de sich zum Start am 25. August 1999 mit live moderierten Auktionen, eine Mischung aus Entertainment, Sponsoring und E-Commerce.
Die Einführung von automatisierten Business-to-Consumer-Auktionskanälen Ende 1998 brachte zwar Eigenhandelsumsatz, jedoch zugleich hohe wirtschaftliche Verluste ein, vor allem, da die Logistik nicht mit dem Wachstum mithalten konnte.
Daher konzentrierte sich ricardo.de ab dem Frühjahr 2001 allein auf den Betrieb der Marktplatz-Sparte, die bereits im Frühjahr 1999 unter der Bezeichnung „ricardo private“ gestartet war, jedoch bis dahin nur als drittes von insgesamt drei Verkaufsformaten positioniert worden war. Allerdings konnte ricardo.de seinen Marktplatz gegen die bereits sehr starke Marktposition von eBay in Deutschland längerfristig nicht erfolgreich behaupten. Im November 2003 wurde der Online-Auktionsmarktplatz schließlich eingestellt und die bis dahin benutzte Domain www.ricardo.de befristet vermietet. Später betrieb ricardo.de einen Preisvergleich für Markenprodukte unter der Seite www.ricardo24.de, neben der weiterhin über das einhundertprozentige Tochterunternehmen Ricardo AG operierende Auktionsplattform in der Schweiz. Mit dem Erfolg des dortigen Geschäfts gelang ricardo.de mittlerweile auch der Sprung in die operative Gewinnzone.
2008 übernahm der südafrikanische Medienkonzern Naspers über die Myriad International Holdings und weitere Zwischengesellschaften die ricardo.de AG einschließlich ihrer Tochtergesellschaften. Diese Unternehmensstruktur bestand mindestens bis 2011. Die Domain www.ricardo24.de wurde von ricardo.ch übernommen.

## ricardo.gr
2008 gelang der Einstieg in den griechischen Markt, der in kleinen Internetauktionshäusern organisiert war. Anders als diese war ricardo nicht selbst auch als Verkäufer tätig und konnte innerhalb eines Jahres die Marktführerschaft erreichen.

## ricardo.at
Ricardo stieg mit der Übernahme von OneTwoSold als Ricardo.at im September 2008 in den österreichischen Markt ein. Ab dem 30. Dezember 2010 konnten keine neuen Auktionen mehr gestartet werden. Die letzten laufenden Auktionen endeten am 10. Januar 2011.